# Christus aan het kruis (Zurbarán)
Christus aan het kruis (Spaans: Cristo en la Cruz) is een schilderij van Francisco de Zurbarán. Met dit werk vestigde hij in 1627 zijn naam in Sevilla. Het is het oudste gedateerde werk van zijn hand. Sinds 1954 is het schilderij te zien in het Art Institute in Chicago.

## Voorstelling
Kort na de verovering van Sevilla op de Moren in de dertiende eeuw stichtte koning Ferdinand III een dominicaner klooster
in de stad: San Pablo el Real. Op 17 januari 1626 kreeg Zurbarán, die toen nog in Llerena in de Extremadura woonde, de opdracht om 21 schilderijen voor het klooster te maken. Hoewel het onwaarschijnlijk is dat de schilder de hele serie ook daadwerkelijk afleverde, staat wel vast dat hij korte tijd later buiten de opdracht om een doek van Christus aan het kruis voor het klooster schilderde. Volgens een bron uit 1629 kreeg dit werk een plaats in het oratorium van de sacristie. Het werk oogstte in die tijd al veel bewondering. Zurbarán dankte er zelfs een uitnodiging aan om zich in Sevilla te vestigen. 
Tijdens de Contrareformatie werden afbeeldingen van de kruisiging met vele toeschouwers, die in de middeleeuwen en de renaissance wijdverbreid waren, zeldzamer. In plaats daarvan ontstonden schilderijen waarop alleen Christus aan het kruis te zien was. Niets mocht de aandacht afleiden van de centrale gebeurtenis in Jezus' lijdensverhaal. Daarnaast moest de kunstenaar proberen de kruisiging zo natuurgetrouw mogelijk af te beelden. Hierbij speelde zelfs het aantal spijkers waarmee Jezus aan het kruis geslagen was, een rol. Zurbarán koos in dit geval voor vier spijkers, net als veel tijdgenoten, zoals Velázquez. Diens Christus aan het kruis ontstond in dezelfde periode, maar mist de uitzonderlijke zeggingskracht van Zurbaráns werk.
Aan het begin van zijn carrière werd Zurbarán beïnvloed door het tenebrisme met zijn opvallende chiaroscuro. De prachtig geschilderde witte lendendoek, een van handelskenmerken van de schilder, is hier een treffend voorbeeld van. Aan een kruis van ruwe houten balken hangt Jezus met ongebroken lichaam, zowel zijn armen als benen nog gestrekt. Zijn hoofd steunt op zijn rechterschouder en brengt berusting na ondraaglijk lijden tot uitdrukking.

## Herkomst
- 1810: tijdens de Franse bezetting aan het begin van de negentiende eeuw werden alle kloosters in Spanje opgeheven en de kunstwerken in beslag genomen.
- verworven door de Franse diplomaat en generaal Jean-Toussaint Arrighi de Casanova, hertog van Padua.
- nagelaten aan zijn zoon, de politicus Jean-Toussaint Arrighi de Casanova.
- 1876: geschonken aan het Collège Saint Geneviève in Parijs.
- 1880: waarschijnlijk meegenomen naar St. Mary's College in Canterbury, dat later een Jezuïetencollege werd.
- 1897: overgebracht naar het Jezuïetencollege in Laval.
- in bezit van het Jezuïetencollege Saint Louis op Jersey.
- 1951: in bezit van het Jezuïetencollege in Chantilly.
- 1952: in bezit van de kunsthandelaar Frankhauser in Bazel.
- 1954: gekocht door het Art Institute.

## Afbeelding

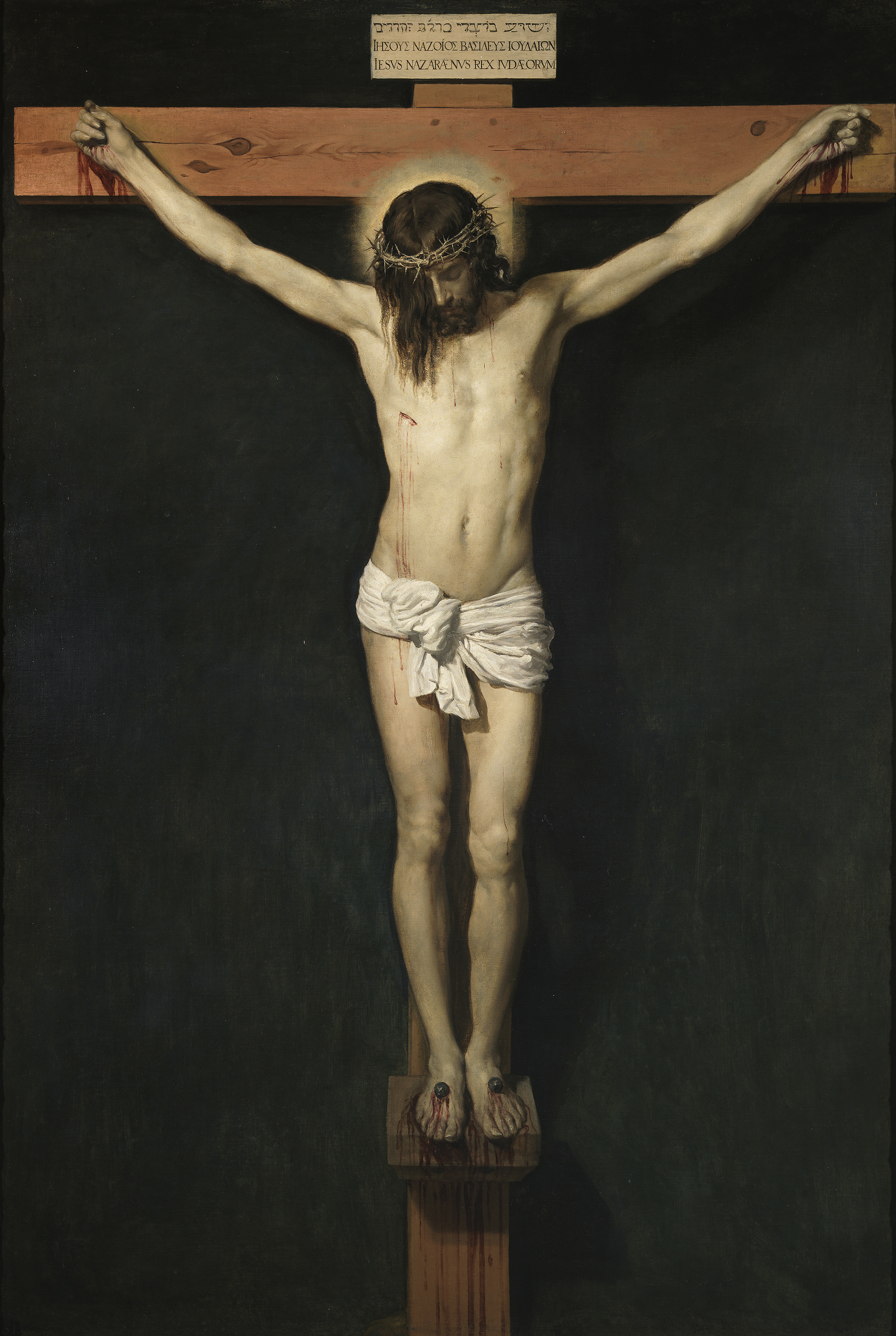
Christus aan het kruis - Diego Velázquez